# Josef Suwelack (Flieger)

Josef Suwelacks 1913 ausgestellte Fluglizenz

Josef Suwelack (* 30. April 1888 in Billerbeck, Westfalen; † 13. September 1915 bei Steenwerck) war ein deutscher Flieger im Ersten Weltkrieg.

## Leben
Sein Vater Josef Suwelack war Gründer und Direktor der Dampfmolkerei Billerbeck, seine Mutter Katharina geb. Brockmann (1863–1946) war die Tochter von Heinrich Brockmann (1829–1899), dem Gründer der Billerbecker Sparkasse. Die Mutter überlebte sieben ihrer zehn Kinder. Der elf Jahre jüngere Bruder Wilhelm Suwelack – wie Josef ein begeisterter Flieger – fiel am 19. September 1941 als Fliegerhauptmann und Staffelkapitän bei Melitopol (Ukraine) und wurde in Mykolajiw beigesetzt.
Josef Suwelack besuchte von 1902 bis 1904 das Collegium Augustinianum Gaesdonck bei Goch und anschließend bis zur Mittleren Reife 1906 das Gymnasium Arnoldinum in Burgsteinfurt. Anschließend belegte er für kurze Zeit die Kunstakademie in Düsseldorf und hörte ein Semester lang Vorlesungen an der Technischen Hochschule in Darmstadt. In der Fliegerei fand er schließlich seine eigentliche Berufung. Die ersten ausländischen Flugpioniere, die amerikanischen Brüder Wilbur und Orville Wright, der Brasilianer Alberto Santos Dumont (1873–1932) und der französische Luftfahrtpionier Henri Farman (1874–1958), von denen die Presse damals berichtete, motivierten Suwelack 1909, selbst Flugapparate zu bauen. Nach ersten Versuchen in Billerbeck ging er 1910 nach Berlin-Johannisthal, erwarb dort das Flugzeugführer-Zeugnis Nr. 102 des Deutschen Luftfahrer-Verbandes und wurde Fluglehrer und Chefpilot bei der E. Rumpler Luftfahrzeugbau GmbH Berlin. Damit gehörte er zu den nur 817 wagemutigen Männern und Frauen, die schon vor dem Ersten Weltkrieg die Lizenz zum Fliegen erhielten und später die „Alten Adler“ genannt wurden. Am 8. Dezember 1911 gelang ihm mit vier Stunden und 34 Minuten ein Weltrekord, der ihn bekannt machte. 1912 verließ Josef Suwelack Berlin und wurde technischer Direktor der neugegründeten Kondor-Flugzeugwerke GmbH in Essen-Gelsenkirchen-Rotthausen. Die von ihm entworfenen Kondor-Flugzeuge – eine Weiterentwicklung der Etrich-Rumpler Taube – zeichneten sich durch ihre Eleganz und ihre guten Flugeigenschaften aus. Der Erste Weltkrieg machte seine zunächst erfolgreichen Bemühungen zunichte, auch in Spanien Flugzeuge zu verkaufen.
Am Tag der Mobilmachung, dem 1. August 1914, wurde Josef Suwelack nach Dresden zur Feldfliegerabteilung 24 (FFA) verpflichtet, die bald darauf nach Lille (Nordfrankreich) verlegt wurde. In Briefen und Dokumenten aus dieser Zeit berichtete er über seine Tätigkeit als Flieger. Er blieb dort bis zu seinem Tod am 13. September 1915. Am Tag zuvor schrieb er an seine Eltern und Geschwister einen Abschiedsbrief. Am 13. September 1915 fiel er zusammen mit seinem Begleiter Leutnant Oskar Teichmann (1889–1915) unter nicht endgültig geklärten Umständen in der Nähe von Steenwerck und wurde auf dem englischen Soldatenfriedhof in Erquinghem-Lys beerdigt.

## Auszeichnungen
- Eisernes Kreuz II. Klasse (Oktober 1914)
- Ritterkreuz 2. Klasse des Albrechtsordens mit Schwertern (Dezember 1914)